# Sierra de Monchique
La sierra de Monchique (en portugués Serra de Monchique), es un sistema montañoso localizado en el Algarve occidental, en Portugal. Su punto más elevado alcanza los 908 m de altitud. Es el punto más alto del Algarve, lo que la hace barrera de condensación de los vientos procedentes del océano Atlántico.
Esta área montañosa de origen magmático, se encuentra entre las sierras de Caldeirão (al este) y Espinhaço de Cão (al oeste).
Debido a que se encuentra próxima al mar, posee un clima subtropical húmedo y lluvioso, con precipitaciones medias anuales de entre 900 y 1200 mm. Es el mayor centro de dispersión hidrográfica del Algarve. Este clima cálido permite la existencia de una vegetación rica y variada; bosques mixtos de especies templadas (como el castaño), mediterráneas (alcornoque, encina, madroño) y roble de las Canarias (especie muy dañada por los incendios estivales) crecen en los suelos húmedos de la sierra.
Varias riberas tienen su origen en la Sierra de Monchique, entre las cuales se encuentran las de Seixe, Aljezur, Bordeira, Lagos, y los ríos Odiáxere, Arão, Farelo y Alvor.

## Aspecto
La sierra o complejo volcánico de Monchique es una zona volcánica situada en la Provincia ígnea Ibérica del Cretácico Superior. Esta sierra volcánica está compuesto por un majestuoso estratovolcán, llamado Foia. También tiene otros dos estratovolcanes más, como Corte Grande, por ejemplo. Las laderas es muy abrupta y con muchos valles, ya que se trata de verdad de grandes coladas de lava que extiende por los alrededores de la sierra. El volcán o Monte Da Foia, tiene el cráter erosionado, pero se aprecia su huella en la cima. También, el volcán Esgravatadouro o Picota (situado al NE del complejo) pertenece también al complejo volcánico de Monchique, a pesar de que estén separados unos pocos kilómetros. 

## Vulcanismo
Compuesto de rocas ígneas, claramente, está situado en la Provincia Ígnea Ibérica del Cretácico Superior, que comprende toda parte S de Portugal, en que entre las zonas volcánicas más conocidas son los complejos volcánicos de Sines, complejo volcánico de Lisboa (la sierra de Monsanto y sus colinas) y Sintra. Estas rocas volcánica es de tipo alcalino, como la mayoría de los complejos dichos anteriormente. El complejo nació a partir de fallas y cabalgamientos; entre ellas la falla Sintra-Sines-Monchique (FSSM), que cruza diagonalmente la parte S de Portugal, donde el complejo volcánico está encima de ella. La falla está muy arqueada, a la que el origen de esa extraña anomalía puede ser debido al impacto de un gran meteorito en el Atlántico Norte. La falla esta media desaparecida, pero puede encontrarse sus huellas en el pueblo de Marmelete, y en la parte central.

### Lista de volcanes del complejo de Monchique
| Volcán              | Tipo de volcán           | Coordenadas           |
| ------------------- | ------------------------ | --------------------- |
| Foia                | Estratovolcán            | 37.314920° -8.596119° |
| Ladeira             | Cono volcánico           | 37.284633° -8.588298° |
| Esgravatadouro      | Estratovolcán            | 37.305675° -8.531764° |
| Caldas de Monchique | Cono volcánico y caldera | 37.292584° -8.547194° |
| Madrihna            | Estratovolcán            | 37.307575° -8.612980° |
| Meia Viana          | Cono volcánico           | 37.307058° -8.555119° |
| Rebolos             | Cono volcánico y caldera | 37.312298° -8.540396° |
| Alferce             | Cono volcánico           | 37.334246° -8.490032° |
| Pecos               | Estratovolcán            | 37.305773° -8.650561° |

## Alrededores
El complejo está dormido, pero no está extinto; por lo que se prueba eso en el pueblo de Caldas de Monchique, donde tiene un conocido hotel famoso por sus aguas termales.